# Bahnhof Stuhr

Der Bahnhof Stuhr ist ein Bahnhof der Bremen-Thedinghauser Eisenbahn in Stuhr.

## Geschichte

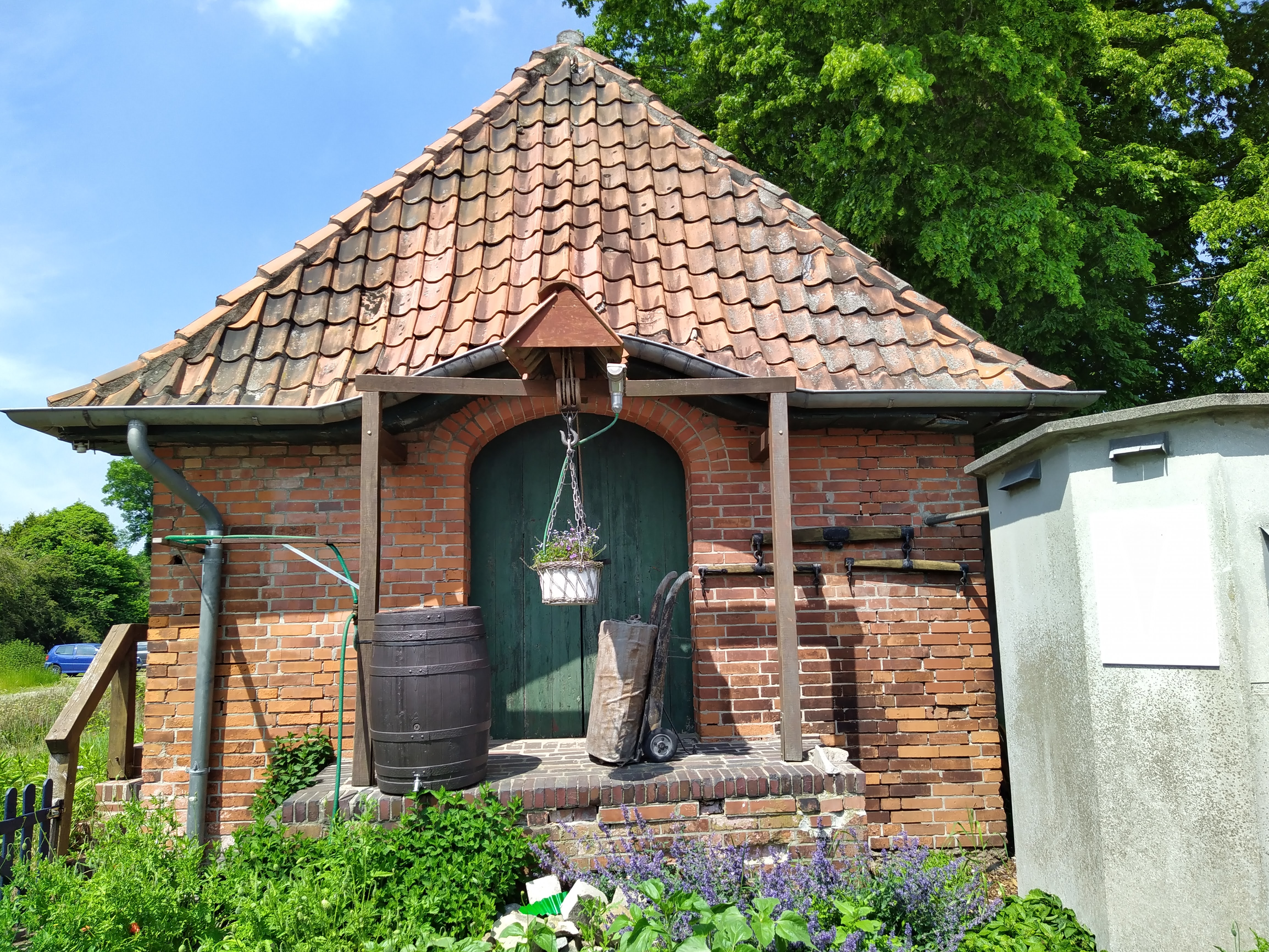
Stirnseite des denkmalgeschützten Empfangsgebäudes mit Güterrampe

Zusammen mit dem Abschnitt Huchting–Brinkum der Kleinbahn Bremen–Thedinghausen wurde er Bahnhof Stuhr 1908 von der Bremisch-Hannoverschen Kleinbahn eröffnet. Er verfügte über ein Kreuzungs- und Ladegleis, das ursprünglich beidseitig, später nur noch einseitig angebunden war. Anfang des 21. Jahrhunderts wurde die letzte Weiche ausgebaut.
1955 endete der Personenverkehr. Seit 1993 verkehrt die Museumsbahn Pingelheini an bestimmten Sonn- und Feiertagen auf der Strecke. Sie gehört seit 2010 zur Route der Industriekultur im Nordwesten.
Eine Gedenktafel am Bahnhof erinnert seit 2005 an jüdische Frauen aus Ungarn, die 1944/45 als Häftlinge des Außenlagers Obernheide des Konzentrationslagers Neuengamme in Obernheide/Stuhr von dieser Bahnstation nach Bremen transportiert wurden.

### Zukunft
Auf der Strecke soll die Bremer Straßenbahn mit einer Verlängerung der Linie 8 nach Leeste geführt werden. Seit 2020 wird an der Verlängerung der Straßenbahn gearbeitet.

## Empfangsgebäude
Das eingeschossige, verklinkerte Empfangsgebäude mit der Adresse Blockener Straße 27 stammt von 1908 nach Plänen von Hugo Wagner (Bremen). Nach 1955 wurde das Haus u. a. als Büro und Geschäftsstelle genutzt. Es ist in der Liste der Baudenkmale in Stuhr.